# Историята на историите
„Историята на историите“ (на английски: Tale of Tales) е италианско-френско фентъзи от 2015 година на режисьора Матео Гароне по негов сценарий в съавторство с Едоардо Албинати, Уго Кити и Масимо Гаудиозо, базиран на издадения през 1634 – 1636 година сборник „Пентамерон“ на Джамбатиста Базиле.
Сюжетът следва няколко от мрачните народни приказки в „Пентамерон“: бездетна кралица зачева, изяждайки сърцето на убил съпруга ѝ воден дракон, но синът ѝ се привързва силно към заченат по същия начин друг младеж; развратен крал се влюбва в гласа на жена, която се оказва старица, но магически се подмладява; друг крал се привързва силно към бълха, която отглежда до огромни размери, след което дава дъщеря си за жена на великан-човекоядец, от когото тя успява да избяга с големи трудности. Главните роли се изпълняват от Салма Хайек, Джеси Кейв, Тоби Джоунс, Хейли Кармайкъл, Венсан Касел.
„Историята на историите“ е номиниран за наградата „Златна палма“.